# Бобир Микола Павлович
Микола Павлович Бобир (14 січня 1854, Мала Загорівка Березнянського повіту Чернігівської губернії — 1920, Ялта) — російський генерал від кавалерії, комендант фортеці Новогеоргіївськ (1907—1915).

## Біографія
Народився у сім'ї полковника Павла Матвійовича Бобиря. Закінчив Петрівську Полтавську військову гімназію . У 1873 році закінчив Михайлівське артилерійське училище . Служив у кінній артилерії .
Під час російсько-турецької війни 1877—1878 знаходився у складі військ, що охороняли узбережжя Чорного моря в районі Одеси. Штабс-капітан (1879).
У квітні 1882 року закінчив Миколаївську академію Генерального штабу з 1-го розряду. Відряджений до штабу Харківського військового округу . З 24 листопада 1882 року — старший ад'ютант штабу 5-ї піхотної дивізії.

### В Сибіру
28 жовтня 1884 року призначений виправлення посади штаб-офіцера для доручень при штабі Східно-Сибірського військового округу . З квітня 1884 року по січень 1885 року був відряджений на Камчатку для збирання статистичних відомостей про камчатських козаків . 20 липня 1884 року, при переформуванні Східно-Сибірського ВО на Іркутський ВО, призначений і.д. штаб-офіцера для спеціальних доручень при командувачі військ округу. Підполковник (1885). З травня до жовтня 1887 року очолював Саянську експедицію з дослідження прикордонного району Іркутської губернії. Полковник (1890).

### Служба у кавалерії
З 27 лютого 1891 року — і.д. начальника штабу 2-ї кавалерійської дивізії . 23 грудня 1892 року відряджений до 8-го драгунського Смоленського полку для практичного вивчення умов кавалерійської служби. 5 листопада 1894 року відряджений до штабу Віленського військового округу. 9 січня 1895 року призначений начальником штабу 3-ї кавалерійської дивізії . 15 вересня 1895 року призначений командиром 49-го драгунського Архангелогородського полку . З березня до липня 1908 року тимчасово командував 1-ю окремою кавалерійською бригадою . З 1911 року — генерал від кавалерії.

### Служба у фортецях
24 листопада 1899року призначений начальником штабу Ковенської фортеці . Генерал-майор (1899). З 24 липня 1900 року — начальник штабу Осовецької фортеці . 14 лютого 1907 року призначений комендантом Новогеоргіївської фортеці .
Під час Першої світової війни керував обороною Новогеоргіївської фортеці, будучи її комендантом у липні — серпні 1915 року. Торішнього серпня 1915 року від початку бомбардування німецькими військами Новогеоргиевской фортеці впав у паніку, перебіг до противника і вже з полону наказав капітуляції фортеці всьому її 83-тысячному гарнізону. Капітуляція Новогеоргіївська вважалася сучасниками найбільшою ганьбою російської армії у війні, оскільки в найневдаліших операціях, де російські війська зазнавали поразки, вони були змушені скласти зброю після вичерпання всіх засобів до опору, а Новогеоргіївськ упав практично без боротьби.
Після капітуляції фортеці перебував у офіцерському таборі у Бланкенбурзі у Німеччині.

### Останні роки та загибель
Після закінчення війни повернувся до Росії. Жив у Ялті на лікуванні та відпочинку, у Білій армії не служив. У грудні 1920 року розстріляний в Ялті за рішенням трійки Кримської ударної групи управління спеціальних відділів ВЧК при Реввійськраді Південного та Південно-Західного фронтів .

## сім'я
Був одружений із Софією Леонідівною Карпінською. Дочка Надія (1891—1907).

## Нагороди
- Орден Святого Станіслава 3-го ступеня (30 серпня 1884)
- Орден Святого Володимира 4-го ступеня (3 лютого 1886)
- Орден Святого Станіслава 2-го ступеня (6 травня 1889)
- Орден Святої Анни 2-го ступеня (21 травня 1893)
- Орден Святого Володимира 3-го ступеня (14 травня 1886)
- Орден Святого Станіслава 1-го ступеня (6 грудня 1903)
- Орден Святої Анни 1-го ступеня (1 січня 1906)
- Орден Святого Володимира 2-го ступеня (6 грудня 1909)
- Орден Білого Орла (6 грудня 1913)
- Орден Святого Олександра Невського (25 жовтня 1914)